# Regaining Unconsciousness
Regaining Unconsciousness is een ep van de Amerikaanse punkband NOFX, uitgebracht op 25 maart 2003, door Fat Wreck Chords. Het werd uitgebracht voor de release van The War on Errorism. "Regaining Unconsciousness" is de titel van een nummer van dat album, hoewel het nummer niet op deze ep staat.
Alle nummers van deze ep staan op The War on Errorism, behalve "Hardcore '84" en "Commercial".

## Nummers

### Cd-versie
1. "Medio-core"
2. "Idiots Are Taking Over"
3. "Franco Un-American"
4. "Hardcore '84"
5. "Commercial"

### Vinyl versie
Kant A
1. "Idiots Are Taking Over"

Kant B
1. "Franco Un-American"
2. "Hardcore '84"